# 世界名作童話劇場
世界名作童話劇場（せかいめいさくどうわげきじょう）とは、1969年12月にリーダーズダイジェスト社から出版された絵本集である。各国の代表的な民話や童話を集めている。絵本の内容の朗読と、歌が収録されたカセットテープあるいはレコードがセットとなっており、絵本と合わせて楽しむことができた。文は山元護久と井上ひさしが担当した。朗読版の作曲は宇野誠一郎、演出は原正一による。
| タイトル               | 国       | 文         | 絵       | 声の出演                                                     |
| ---------------------- | -------- | ---------- | -------- | ------------------------------------------------------------ |
| わらしべおうじ         | 日本     | 山元護久   | 若菜珪   | 熊倉一雄、八代駿、里見京子、松島トモ子、滝口順平             |
| しらゆきひめ           | ドイツ   | 山元護久   | 斉藤三郎 | 松島トモ子、加藤玉枝                                         |
| シンドバッドのぼうけん | イラク   | 山元護久   | 柿本幸造 | 藤村有弘                                                     |
| せむしのこうま         | ソ連     | 山元護久   | 深沢邦朗 |                                                              |
| ピノキオ               | イタリア | 井上ひさし | 清沢治   |                                                              |
| ねむりひめ             | フランス | 山元護久   | 太田大八 |                                                              |
| こおろぎになったこ     | 中国     | 井上ひさし | 鈴木寿雄 | 藤村有弘、藤田淑子、梶哲也、小原乃梨子、熊倉一雄、大山のぶ代 |
| ガリバー               | イギリス | 井上ひさし | 安野光雅 |                                                              |
| ちからもちのはなし     | インド   | 井上ひさし | 杉田豊   |                                                              |
| アイヌのトンクル       | 日本     | 井上ひさし | 渡辺三郎 | 熊倉一雄                                                     |